# Semiothisa gigantata
Semiothisa gigantata är en fjärilsart som beskrevs av Achille Guenée 1858. Semiothisa gigantata ingår i släktet Semiothisa och familjen mätare. Inga underarter finns listade i Catalogue of Life.